# Benthophilus magistri
Benthophilus magistri és una espècie de peix de la família dels gòbids i de l'ordre dels perciformes.
Poden assolir fins a 8,4 cm de longitud total. Es troba a la mar Càspia i Mar d'Azov.